# Enrique Thompson
Enrique Ricardo Thompson Schaffter, pseudonim Quique (ur. 15 grudnia 1897 w Villa Hernandarias, zm. 22 grudnia 1928 tamże) – argentyński lekkoatleta, uczestnik Igrzysk Olimpijskich 1924 oraz trzykrotny medalista lekkoatletycznych mistrzostw Ameryki Południowej.
Thompson urodził się jako szósty z ośmiorga rodzeństwa. Jego rodzicami byli Anglik John Josaia Thompson i Argentynka (córka małżeństwa Szwajcarów) Fanny Otilia Schaffter. Dziadkiem Enrique (od strony matki) był Martin Schaffter, założyciel miejscowości Villa Hernandarias.
W czasie nauki w szkole w Paranie uprawiał lekkoatletykę, pływanie, a także grał w piłkę w klubie Estudiantes de Paraná. W 1915 roku wyjechał na studia do Buenos Aires, gdzie w dalszym ciągu rozwijał się sportowo, zwłaszcza w lekkiej atletyce, a także w pływaniu.
Zawodnik zdobył trzy medale na lekkoatletycznych mistrzostwach Ameryki Południowej: dwa złote – w biegu na 800 metrów (1920) oraz w dziesięcioboju (1924) i jeden srebrny – w biegu na 400 metrów przez płotki (1924). Ponadto Thompson zdobył także dwa medale na nieoficjalnych lekkoatletycznych mistrzostwach Ameryki Południowej w 1922 roku: złoty w biegu na 400 metrów przez płotki i srebrny w pięcioboju.
Te osiągnięcia dały mu możliwość udziału w nadchodzących Igrzyskach Olimpijskich w Paryżu w 1924 roku, gdzie dodatkowo został wybrany na chorążego reprezentacji Argentyny podczas ceremonii otwarcia.
Podczas igrzysk uczestniczył w dwóch konkurencjach: w biegu na 400 metrów przez płotki oraz w dziesięcioboju. W biegu na 400 metrów przez płotki odpadł w pierwszej rundzie, zajmując 3. miejsce w swoim biegu eliminacyjnym z czasem 57,0 s. W dziesięcioboju został sklasyfikowany na 13. pozycji.
Po przeprowadzce do Tucumán (ożenił się tam z Tomasą Enriquetą Hill) zapadł na chorobę tropikalną i powrócił do rodzinnego Villa Hernandarias, gdzie zmarł w wieku 31 lat.
Thompson był jednym z założycieli organizacji sportowej Club Atlético Hernandarias (zmarł jako jej pierwszy prezydent), a także drużyny koszykarskiej Quique Club z Parany (nazwa zespołu odnosi się do pseudonimu Thompsona).
Rekord życiowy zawodnika w biegu na 400 metrów przez płotki wynosi 56,0 s (1925), a w dziesięcioboju – 5458 pkt (1924).